# Vania Valbusa
Vania Valbusa (Villafranca di Verona, 12 novembre 1986) è una politica italiana.

## Biografia
Consigliere comunale dal 2009 e assessore dal 2014 al 2019 di Valeggio sul Mincio, alle elezioni politiche del 2018 è eletta deputata della Lega. È membro, dal 2018, della VIII Commissione ambiente, territorio e lavori pubblici.